# 谷村啓介
谷村　啓介（たにむら けいすけ、1932年1月15日 - 2017年2月21日）は、日本の政治家。日本社会党衆議院議員(1期)。

## 来歴
岡山県高梁市出身。1954年同志社大学経済学部卒。新聞記者、岡山市議を経て、1967年岡山県議を6期務める。1990年の総選挙で旧岡山1区から立候補して初当選。1993年の総選挙で落選した。